# Heinrich Puchta

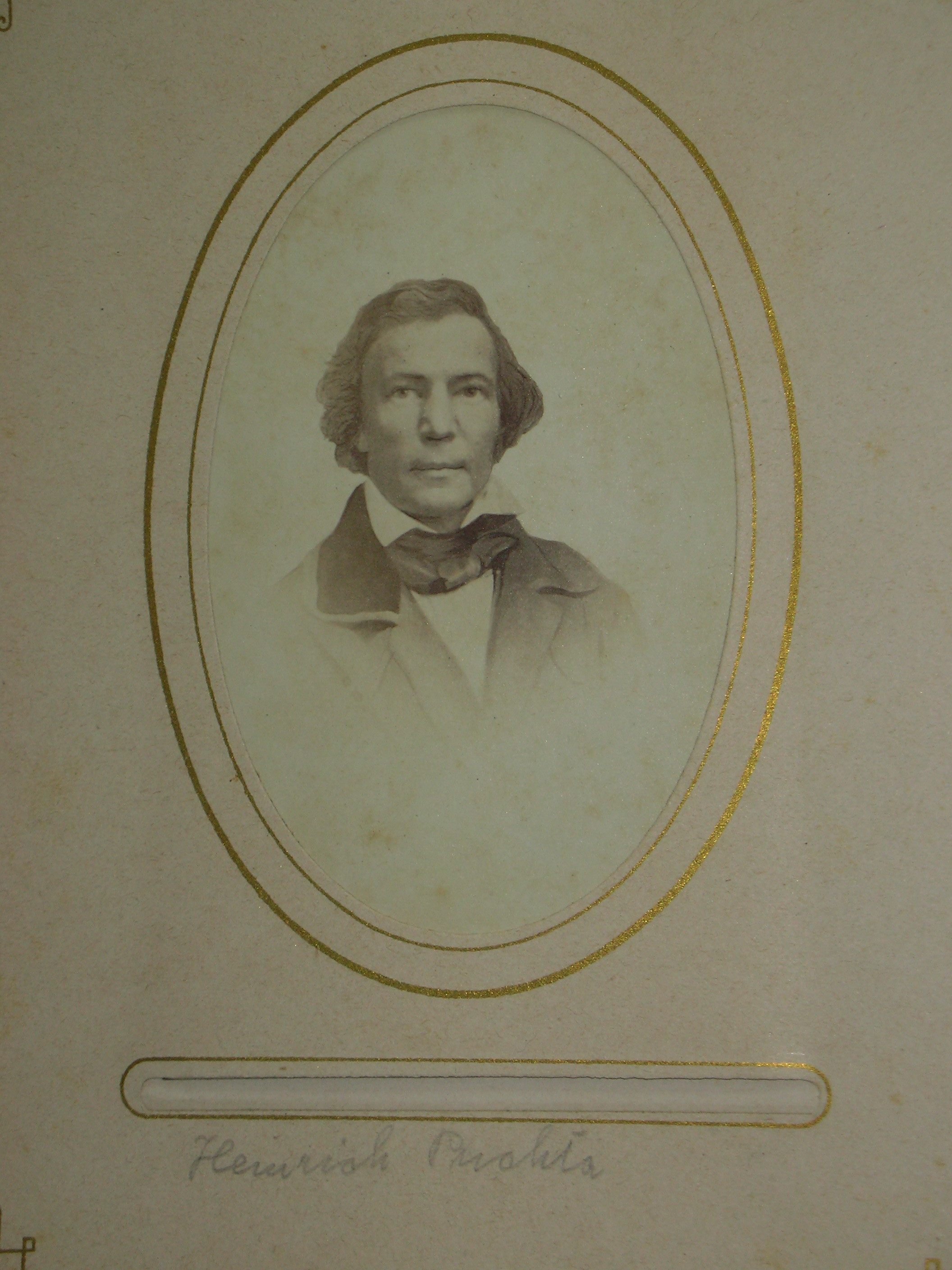
Heinrich Puchta - Photographie (etwa 1853–1858)

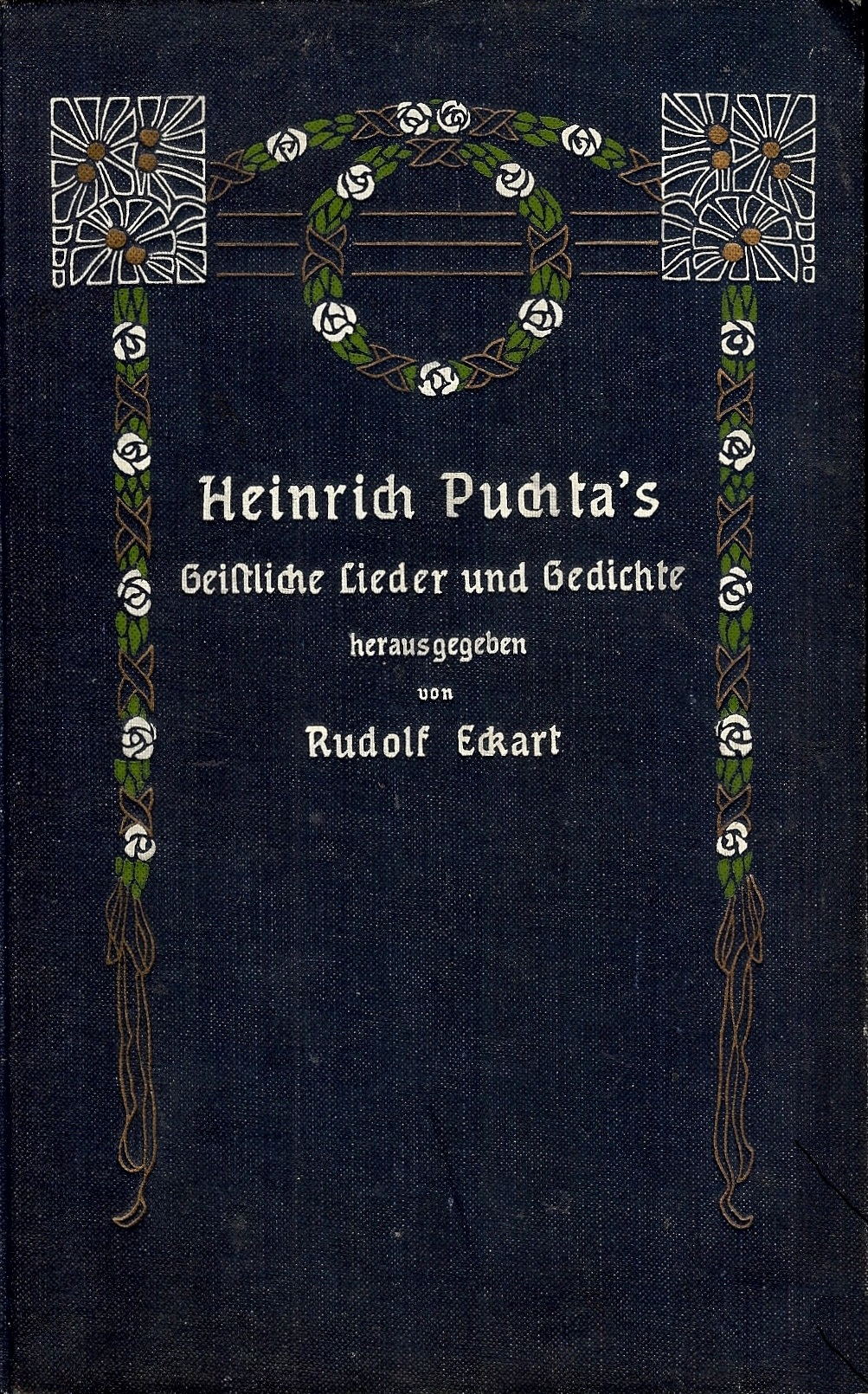
Geistliche Lieder und Gedichte, Ansbach, 1908

Christian Rudolf Heinrich Puchta (* 19. August 1808 in Cadolzburg; † 12. September 1858 in Augsburg) war evangelisch-lutherischer Pfarrer und Liederdichter.

## Leben
Heinrich Puchta war das jüngste Kind des bayerischen Landrichters Wolfgang Heinrich Puchta und seiner Ehefrau Johanna Philippine geb. Heim, zudem war er der jüngere Bruder des Juristen Georg Friedrich Puchta (1798–1846), der zu den bedeutendsten Rechtsgelehrten des 19. Jahrhunderts gehört. Heinrich Puchta studierte Theologie und Philologie in Erlangen und in Berlin. Während seines Studiums wurde er im Winter-Semester 1826/27 Mitglied der Erlanger Burschenschaft. Nach dem theologischen Examen wurde Heinrich Puchta Stadtvikar in München. 1838 bestand er das Doktorexamen und erhielt 1839 seine erste Anstellung als Professor am neu organisierten Lyzeum in Speyer. Von 1842 an war er zehn Jahre Pfarrer in Eyb bei Ansbach, danach in Augsburg. Hier wirkte er  an der Barfüßerkirche St. Jakob an der Seite von August Bomhard.
Puchta war beteiligt am Entstehen des Gesangbuchs für die evangelisch - lutherische Kirche in Bayern von 1854. Im Evangelischen Gesangbuch, dem offiziellen Gesangbuch der Evangelischen Kirche in Deutschland und Österreich, ist Puchta mit dem Lied "Herr, die Ernte ist gesegnet" (Nr. 512) vertreten.

## Schriften (Auswahl)
- Morgen- und Abendandacht am christlichen Hausaltar in Gesängen, Erlangen 1843.
- Handbuch der praktischen Katechese, Stuttgart/Augsburg 1854.
- Gedichte von Heinrich Puchta, hg. von Albert Knapp, Stuttgart 1860.